# 程宝山
程宝山（1945年—），河南商水人，中国人民解放军将领、中国人民解放军中将。 
2003年，授予中国人民解放军中将，曾任军事科学院副政治委员，北京河南企业商会名誉会长。
2008年，当选第十一届全国政协委员，代表特别邀请人士，分入第五十五组。